# Luchy Soto
Lucía Soto Muñoz, artísticamente conocida como Luchy Soto (Madrid, 21 de febrero de 1919-Madrid, 5 de octubre de 1970) fue una actriz española.

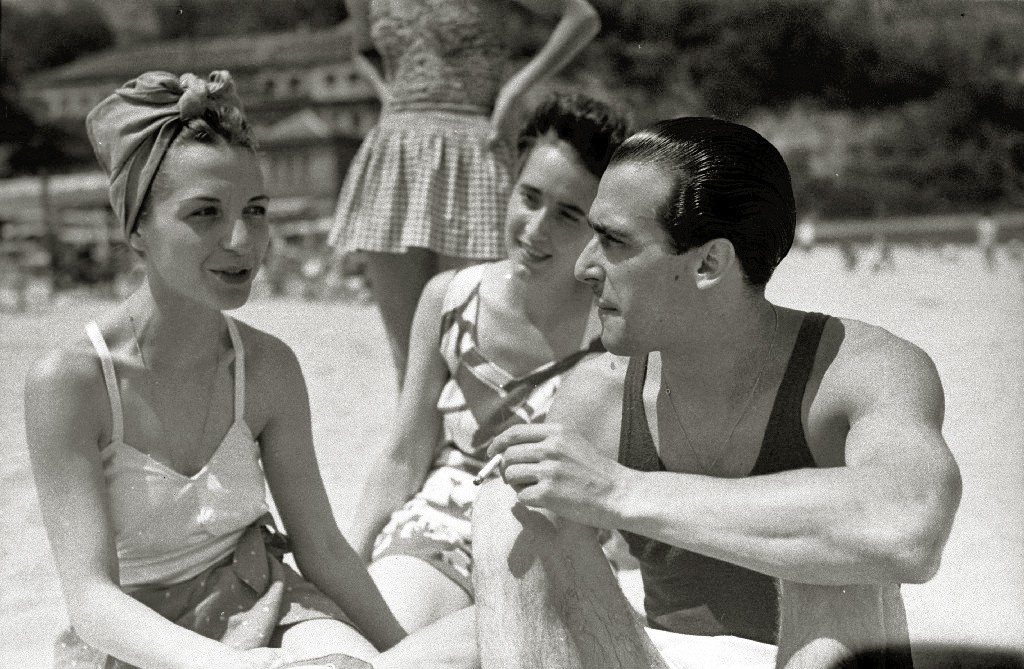
Luchy Soto (a la izquierda) con Luis Peña Illescas en la playa de Ondarreta en 1946 (Spanish)

## Biografía
Nacida en una familia de artistas, era hija de los actores Manuel Soto Vives y Guadalupe Muñoz Sampedro y prima de Juan Antonio y Pilar Bardem Muñoz. Se sube a un escenario por primera vez cuando aún es una adolescente y debuta en el cine con tan solo catorce años en la película La bien pagada (1933), de Eusebio Fernández Ardavín.
Aunque en los siguientes años mantiene una presencia constante en el cine español del momento, no fue hasta después de la Guerra Civil cuando alcanza el estatus de estrella. En esos años participa en numerosos títulos, entre los que figuran La malquerida (1940), de José López Rubio, Harka (1941), de Carlos Arévalo, Fin de curso (1943) de Ignacio Iquino, Tuvo la culpa Adán (1944), Ella, él y sus millones (ambas de Juan de Orduña). En 1946 contrae matrimonio con el actor Luis Peña y se aparta temporalmente del cine, centrando su carrera en el teatro, con obras como Madre (el drama padre), de Enrique Jardiel Poncela y Nosotros, ellas y el duende (1946), de Carlos Llopis.
A partir de finales de los años cincuenta vuelve a asomarse a la gran pantalla, en una segunda etapa de su carrera en la que desarrolla sobre todo papeles secundarios. Participa en películas como Historias de la televisión (1965), de José Luis Sáenz de Heredia, Operación Plus Ultra (1967), de Pedro Lazaga, Cuatro noches de boda (1969) de Mariano Ozores o El jardín de las delicias (1970), de Carlos Saura.
Compaginó, durante estos años, el cine, teatro y televisión. Sobre las tablas participa en los montajes de, entre otras obras, ¿Dónde vas, Alfonso XII? (1957), de Juan Ignacio Luca de Tena, No hay novedad, Doña Adela (1959), de Alfonso Paso, Alarma (1964) de José Antonio Giménez-Arnau, El crimen al alcance de la clase media (1965), de Juan José Alonso Millán, Las mocedades del Cid (1968), de Guillem de Castro, El sí de las niñas (1970), de Leandro Fernández de Moratín y La marquesa Rosalinda (1970), de Valle-Inclán. Para la pequeña pantalla interviene en series y programas dramáticos: Primera fila, Estudio 1, Novela, Historias de mi barrio (1964), 30 grados a la sombra (1964), etc.
Murió en Madrid el 5 de octubre de 1970, víctima de un cáncer, del que ya había sido operada años atrás.

## Trayectoria en televisión
- Diana en negro 		
  - El cadáver descalzo (8 de mayo de 1970)
- La risa española 		
  - La tonta del bote (31 de enero de 1969)
  - Los chorros del oro (30 de mayo de 1969)
- Teatro de siempre 
  - Don Juan (20 de diciembre de 1968)
- Las doce caras de Juan 
  - Cáncer (4 de noviembre de 1967)
- La familia Colón
  - Miss Publicidad (10 de marzo de 1967)
- El tercer rombo 		
  - El consabido ladrón (5 de julio de 1966)
- La pequeña comedia 		
  - El collar (12 de marzo de 1966)
  - Los celos (29 de octubre de 1966)
  - En el bar (1 de abril de 1968)
- Estudio 1 
  - La chica del gato (9 de febrero de 1966)
  - Una doncella francesa (3 de agosto de 1966)
  - Baile en capitanía (28 de diciembre de 1966)
  - Léocadia (22 de febrero de 1967)
  - La bella Dorotea (17 de octubre de 1967)
  - La escala rota (6 de febrero de 1968)
  - Miedo al hombre (2 de julio de 1968)
  - Como las secas cañas del camino (12 de noviembre de 1968)
  - Un paraguas bajo la lluvia (11 de febrero de 1969)
- Sábado 64 		
  - 2 de enero de 1965 (2 de enero de 1965)
- 30 grados a la sombra 		
  - Habitaciones reservadas (18 de julio de 1964)
  - Tenorio fingido (1 de agosto de 1964)
  - Papá gasta una broma (8 de agosto de 1964)
- Confidencias	
  - 10 de abril de 1964 (10 de abril de 1964)
  - Si las mujeres hablasen (16 de enero de 1965)
  - Tienes los ojos tranquilos (22 de mayo de 1965)
- Primera fila 
  - Eloísa está debajo de un almendro (8 de abril de 1964)
  - Una mujer sin importancia (3 de junio de 1964)
  - Casa de muñecas (22 de julio de 1964)
  - Adiós, Mimí Pompom (3 de febrero de 1965)
  - Carmelo (7 de julio de 1965)
  - El triunfo de la medicina (18 de agosto de 1965)
- Historias de mi barrio (1964)
- Novela 
  - Mis últimos cien amores (10 de febrero de 1964)
  - Nada en la maleta (23 de febrero de 1964)
  - El legado de 6.000 dólares (3 de octubre de 1965)
  - El dueño del átomo (12 de junio de 1967)